# Let Norwegian 1933

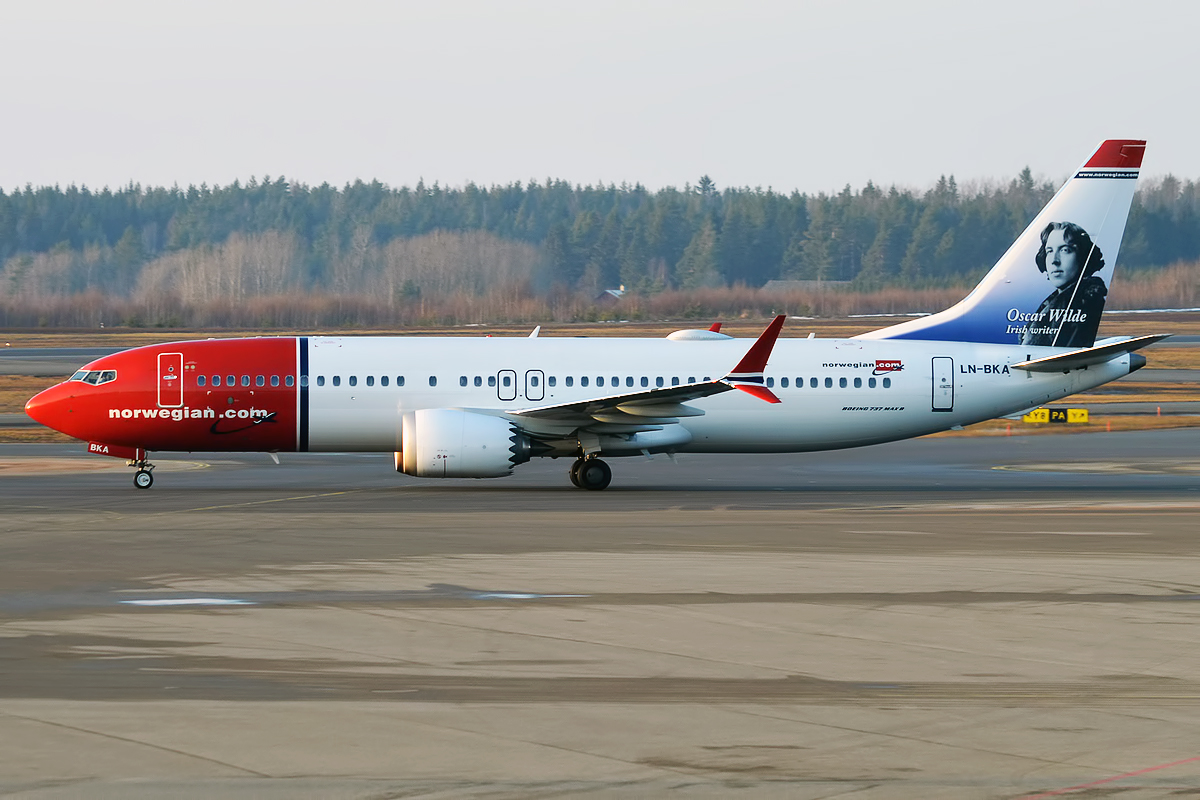
Letoun Boeing 737 MAX dopravce Norwegian Air Shuttle

Let Norwegian 1933 (DY1933) je pravidelný let společnosti Norwegian Air Shuttle na lince z Dubaje do Osla, který musel z technických příčin nouzově přistát na letišti v Šírázu v Íránu. Z důvodu sankcí uvalených na dovoz zboží do Íránu, musel letoun na náhradní díly čekat na letišti přes dva měsíce.
V době letu 6 měsíců starý letoun Boeing 737 MAX imatrikulace LN-BKE dopravce Norwegian Air Shuttle obsluhoval dne 14. prosince 2018 pravidelnou linku z Dubaje do Osla. Z dubajského letiště letoun odstartoval na sedmihodinový let v 11.11, tedy 51 minut po plánovaném čase. Během prvních dvaceti minut letu piloti nahlásili problém s tlakem oleje na jednom z motorů a požádali o nouzové přistání s jedním motorem. Jako nejvhodnější řešení bylo místo návratu do Dubaje zvoleno přistání na letiště Shiraz, kde letadlo dosedlo v 11.40 dubajského času, tedy 30 minut po vzletu.
Kvůli sankcím uvaleným na Írán nebylo možné provést opravu letadla a čekání na náhradní součástky se protáhlo na 70 dní, po nichž se letadlo vrátilo na svou bázi v Oslu.